# Дворищин, Исай Григорьевич
Исай Григорьевич Дворищин (1876, Друя — август 1942, Ленинград) — русский и советский певец (тенор). Заслуженный артист РСФСР (1933). Режиссёр-инспектор Ленинградского театра оперы и балета имени Кирова (1936-1942).

## Биография
Исай Григорьевич (Гиршевич) Дворищин родился в 1876 году в Друе Виленской губернии, в еврейской семье. Отец был портным. С тринадцатилетнего возраста стал петь в синагогальном хоре певчих. Позже поступил на обучение в Воронежскую оперу, одновременно стал работать здесь бутафором. В 1893 году солировал в хоре и проходил обучение вокалу у музыкальных педагогов Л. Собинова и И. Томарса.
В 1893 по 1896 годы работал хористом Казанской оперы, а затем стал работать солистом Самарской оперы. С 1896 по 1897 годы солировал в Тифлисском оперном театре.
В дальнейшем выступал и работал в качестве солиста, хориста и режиссёра в оперных театрах Одессы в 1899 году, Ростова-на-Дону, Петербурга. С 1904 по 1907 году солировал в Новом летнем театре “Олимпия”. С 1907 по 1918 годы пел и работал в Народном доме, ныне Мариинский театр. Кроме того, его выступления слушали в Москве, Харькове (1905), Киеве (1905-1906). Исай Григорьевич не обладал оригинальным вокалом, но имел отличные актёрские данные, благодаря которым в его лице зритель запомнил целый ряд характерных образов.
С 1904 года Дворищин работал секретарём у Фёдора Шаляпина — руководил спектаклями с участием знаменитого певца. Стал его другом. В 1922 году Шаляпин покинул страну, а Исай Дворищин провожал его, понимая, что больше никогда не увидит Фёдора Ивановича. Исай Григорьевич сохранил многие вещи, переписку с Шаляпиным, которые стали экспонатами музея.
С 1920 года трудился хористом, с 1923 — режиссёром, а с 1936 года — режиссёром инспектором Театра оперы и балета имени Кирова, ныне — Мариинский театр Санкт-Петербурга.
В 1933 году был удостоен звания "Заслуженный артист РСФСР". В 1939 году был награждён советским Орденом "Знак Почёта".
В годы Великой Отечественной войны остался в Ленинграде. Умер в августе 1942 года от голода в блокадном городе. Похоронен на Серафимовском кладбище.

## Режиссёр
- «Паяцы»
- «Кавалер роз»
- «Лакме»
- «Русалка»
- «Евгений Онегин» (в дни блокады Ленинграда)
- «Травиата» (в дни блокады Ленинграда)

## Награды и звания
- Заслуженный артист РСФСР (1933)
- Орден Знак Почёта (1939)